# Podonevadne trigona
Podonevadne trigona is een watervlooiensoort uit de familie van de Podonidae. De wetenschappelijke naam van de soort werd in 1897 voor het eerst geldig gepubliceerd door Georg Ossian Sars.